# Старший сержант (Финляндия)
Старший сержант (фин. Ylikersantti сокр. ylik) — воинское звание унтер-офицерского состава, используемое в Силах обороны Финляндиии.

## Описание
Старшие сержанты выполняют, в частности, функции инструкторов, командиров отделений (фин. joukkueenjohtaja) и преподавателей, а также служат в подразделениях охраны

и военной полиции. К наиболее ответственным должностям старшего сержанта относятся позиции в спасательные воинских формированиях , такие как унтер-офицер спасатель (фин. pelastusaliupseeri) и спасательный мастер (фин. pelastusmestari). Кроме того, старшие сержанты могут выполнять обязанности техников по обслуживанию самолётов и вертолётов в ВВС Финляндии.
- Знак различия пехоты на воротнике формы M/65 (персонал)
- Знак различия ВВС на воротнике формы M/65 (персонал)
- Нарукавный шеврон
- Нарукавный шеврон ВМФ